# Cissus crusei
Cissus crusei är en vinväxtart som beskrevs av Wild & R. B. Drumm.. Cissus crusei ingår i släktet Cissus och familjen vinväxter. Inga underarter finns listade i Catalogue of Life.